# Lawrenceville (Illinois)
Lawrenceville is een plaats (city) in de Amerikaanse staat Illinois, en valt bestuurlijk gezien onder Lawrence County.

## Demografie
Bij de volkstelling in 2000 werd het aantal inwoners vastgesteld op 4745. In 2006 is het aantal inwoners door het United States Census Bureau geschat op 4496, een daling van 249 (-5,2%).

## Geografie
Volgens het United States Census Bureau beslaat de plaats een oppervlakte van 5,2 km², geheel bestaande uit land. Lawrenceville ligt op ongeveer 143 m boven zeeniveau.

## Plaatsen in de nabije omgeving
De onderstaande figuur toont nabijgelegen plaatsen in een straal van 16 km rond Lawrenceville.